# Kanton Neuilly-sur-Seine-Nord
Kanton Neuilly-sur-Seine-Nord (fr. Canton de Neuilly-sur-Seine-Nord) je francouzský kanton v departementu Hauts-de-Seine v regionu Île-de-France. Tvoří ho severní část města Neuilly-sur-Seine.